# 朝日新聞西部本社

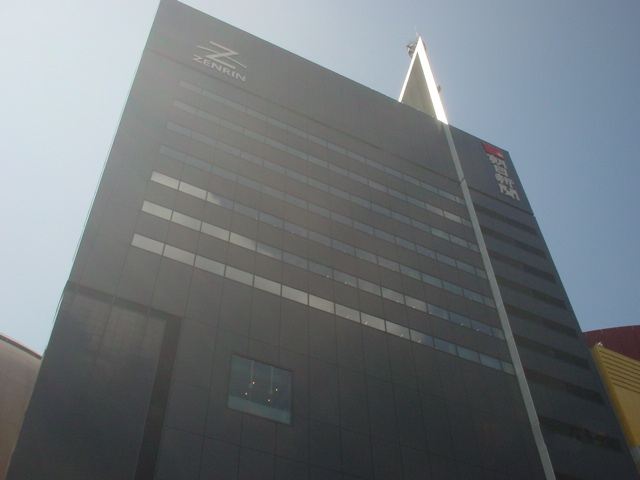
朝日新聞西部本社（リバーウォーク北九州業務棟）

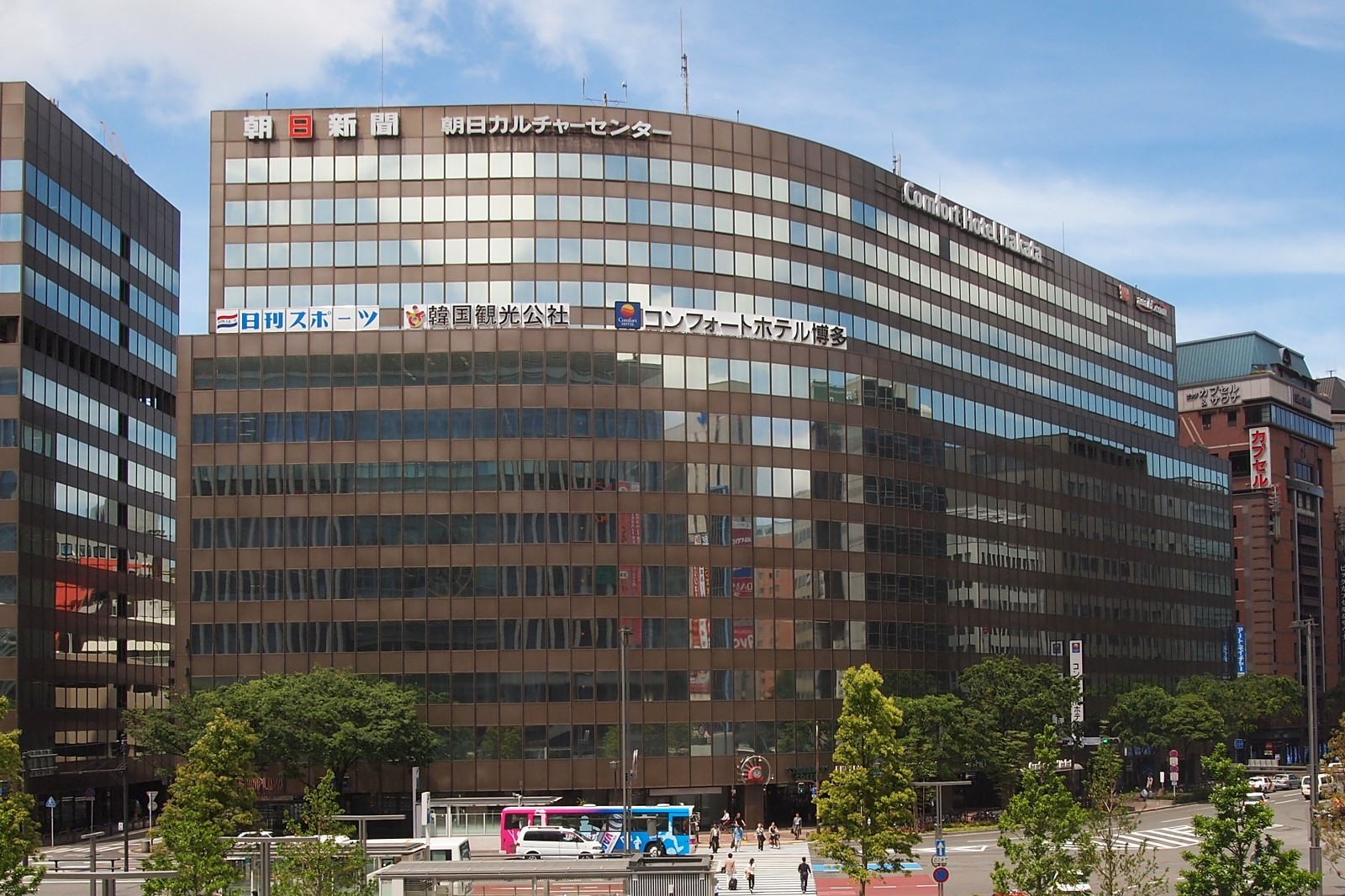
朝日新聞福岡本部（福岡朝日ビル）。西部本社版の編集・制作はここで行っている。

朝日新聞西部本社（あさひしんぶんせいぶほんしゃ）は、朝日新聞を九州・沖縄・山口9県向けに印刷・発行する朝日新聞社の地域拠点組織である。福岡県北九州市小倉北区室町1-1-1リバーウォーク北九州業務棟に位置している。また、福岡市博多区博多駅前2-1-1福岡朝日ビルに福岡本部を置く。

## 概要
九州全域（沖縄県を含む）と山口県を対象エリアとし、福岡本部を擁する。登記上の支店（地域本社）は西部本社だが、実際の新聞製作は福岡本部で行われている。福岡本部には日刊スポーツ新聞西日本の西部本社が移転・同居。また西部本社にも、移転に併せてKBC九州朝日放送北九州支社が小倉駅前から移転、朝日新聞と同居している。NHK北九州放送局エントランスと同じ4階には、公開スペース「朝日さんさん広場」が設けられている。
題字の字紋は大阪本社版と共有するが、創刊からの号数を示す紙齢は、大阪本社版より3日遅れになっている。これは、GHQの指示で1945年9月19日から同年9月20日までの間東京本社版（旧・東京朝日新聞）が発行停止処分を受け、西部本社は処分の対象外だったが連絡の行き違いから東京本社に合わせて2日間休刊したことに加え、それ以前にも大阪本社側の手違いで1号ずれが生じたためである。

## 夕刊
- 過去には大分県の一部（大分市・別府市）や佐賀県の一部（佐賀市・鳥栖市）にも夕刊が発行されていたが、部数低迷のため2010年3月31日をもって夕刊の発行を終了し、両県は全域で統合版のみの発行になった。
- さらに、2012年3月31日に福岡県の一部（久留米市・飯塚市など）や山口県の一部（山口市・宇部市）などの地域向けの夕刊の発行を終了、夕刊の発行範囲は福岡市・北九州市・下関市並びに各市近郊のみに縮小されたが、2024年9月30日付けをもってこれらの地域向けの夕刊も休止するため、西部本社管轄エリアは全域で統合版のみの発行になる[2]。

夕刊の廃止理由について、朝日新聞社では「生活様式の変化で、これら（福岡・山口の一部）の地域での夕刊購読者は減っており、朝夕刊で連続したニュースを届ける前提が難しくなってきた為」と説明している。
また、その後も朝刊のみを購読する読者の増加、新聞用紙など原材料費の高騰による経費の上昇で読者負担が増えていることを挙げており、西部本社管轄エリアでは朝刊のみとし、夕刊の連載記事は朝刊に移行するため、エリア内の読者に対し、最新ニュースは電子版や、紙面ビューアーの活用を呼びかけている。

## 沿革
- 1925年（大正14年） - 門司通信局（福岡県北九州市門司区、旧門司市）を門司支局に昇格。大阪朝日新聞（現在の朝日新聞大阪本社）附録「九州朝日」創刊（西部本社版の起源）[4]。創刊当初は九州全県と山口県、朝鮮、満州、台湾に発行されていた[5]。
- 1935年（昭和10年）1月25日 - 門司支局を九州支社に昇格[6]。
- 1935年（昭和10年）2月11日 - 「大阪朝日新聞」の現地印刷を開始[5]。
- 1937年（昭和12年）2月 - 島根版（石見地区）が九州支社により発行開始[7]。
- 1937年（昭和12年）9月 - 広島版（安芸地区）が九州支社により発行開始[7]。
- 1937年（昭和12年）10月17日 - 九州支社を小倉市砂津（北九州市小倉北区）に移転[8]。
- 1940年（昭和15年）8月26日 - 九州支社を西部本社に改称、大阪本社から分離する[9]。
- 1945年（昭和20年）9月19日 - GHQの指示により東京本社版が2日間の発行停止処分。西部本社は処分の対象外だが東京本社に合わせる形で2日間発行を休止する[1]。
- 1989年（平成元年） - 西部本社管轄の福岡総局（福岡市博多区博多駅前福岡朝日ビル）が「福岡本部」に格上げ。
- 1996年（平成8年） - 西部本社の編集・新聞制作機能が福岡本部に移転。
- 2003年（平成15年）6月 - 西部本社が北九州市小倉北区砂津の旧社屋から同区室町のリバーウォーク北九州業務棟8・9階内に移転。KBC北九州支社も同時に移る。
- 2008年（平成20年）3月31日 - 島根県西部（石見地方）の管轄が西部本社から大阪本社に変更される。
- 2010年（平成22年）3月31日 - 大分県と佐賀県の一部地域に於いての夕刊を廃止。これにより、同年4月1日以降、西部本社管内に於いての朝夕刊セット地域は福岡県全域と山口県西部（一部地域除く）のみになる。また、南日本新聞に委託する形で、鹿児島県、宮崎県の朝刊（夕刊無しの統合版）を現地印刷する。
- 2010年（平成22年）4月 - 中国新聞社に委託する形で、山口県東部の朝刊（夕刊無しの統合版）を現地印刷する。
- 2012年（平成24年）3月31日 - 福岡県の筑豊・筑後・京築および山口県西部で発行されていた夕刊を廃止し、翌4月1日から朝刊のみの統合版に切り替わった。なお、4月2日から夕刊の発行エリアを最終版が発行されている福岡市・北九州市と山口県下関市およびそれらの周辺地域のみに絞る。
- 2024年（令和6年）9月30日 - 同日をもって西部本社版全域（福岡県・山口県・沖縄県）の夕刊発行を休止、翌10月1日より朝刊のみの発行となる。夕刊発行部数は24,100部。（日本ABC協会「新聞発行社レポート2023年7～12月平均部数」）[10]。

## 組織
（2008年4月1日現在）
西部本社
- 福岡県北九州市小倉北区室町1-1-1（リバーウォーク北九州内）〒803-8586

福岡本部
- 福岡県福岡市博多区博多駅前2-1-1（福岡朝日ビル） 〒812-8511

対象エリア
- 九州地方（沖縄県を含む）、山口県

総局・支局
印刷工場
自社系列2工場、提携3工場で印刷している。高速道路網の関係などで以下のようにエリアを分けて印刷している。
| 拠点名                                     | 所在地           | 担当エリア                                                         |
| ------------------------------------------ | ---------------- | ------------------------------------------------------------------ |
| 朝日プリンテック福岡工場                   | 福岡県太宰府市   | 福岡県西部・南部、大分県の日田・玖珠、佐賀・長崎・熊本・沖縄の各県 |
| 朝日プリンテック北九州工場                 | 北九州市小倉南区 | 福岡県東部、大分県の一部（主に日田・玖珠以外）                     |
| 南日本新聞社本社工場                       | 鹿児島市         | 鹿児島県・宮崎県                                                   |
| みなと山口合同新聞社本社工場               | 山口県下関市     | 山口県西部                                                         |
| 中国新聞社広島工場〔広島ちゅーぴーパーク〕 | 広島県廿日市市   | 山口県東部                                                         |

## 地域版と取材網
- 夕刊の地域別記事はテレビ面のみで、残りは共通である。
- 沖縄県版は発行していないが、地元紙・沖縄タイムスと提携しており、同社内に那覇総局を設けている。新聞自体は沖縄タイムスでの現地印刷をしておらず本土からの空輸に依る[注 2]ため、早朝は入手できない[注 3]。
- 取材網の配置は、朝日新聞デジタルの各都道府県版ページで紹介している。

| 県     | 地域版         | 夕刊 | 担当取材拠点                         | 担当取材拠点                         |
| 県     | 地域版         | 夕刊 | 総局                                 | 支局                                 |
| ------ | -------------- | ---- | ------------------------------------ | ------------------------------------ |
| 福岡   | 北九州         | ○    | 北九州（西部本社内）                 | （実質西部本社直轄）                 |
| 福岡   | 京築           |      | 北九州（西部本社内）                 | 行橋、豊前                           |
| 福岡   | 筑豊           |      | 北九州（西部本社内）                 | 筑豊（飯塚市）、田川                 |
| 福岡   | 福岡           | ○    | 福岡本部                             | 福岡西（糸島市）、太宰府、宗像       |
| 福岡   | 筑後           |      | 福岡本部                             | 久留米、大牟田、柳川                 |
| 山口   | 山口           |      | 山口                                 | 東山口、防府、萩                     |
| 山口   | 下関           | ○    | 山口                                 | 下関、宇部                           |
| 山口   | 山口東         |      | 山口                                 | 岩国、柳井                           |
| 佐賀   | 佐賀           |      | 佐賀                                 | 鳥栖、唐津、伊万里、武雄             |
| 長崎   | 長崎           |      | 長崎                                 | 諫早、島原                           |
| 長崎   | 佐世保         |      | 長崎                                 | 佐世保                               |
| 熊本   | 熊本           |      | 熊本                                 | 玉名、阿蘇、八代、天草、水俣、人吉   |
| 大分   | 大分           |      | 大分                                 | 別府、中津、日田、佐伯               |
| 宮崎   | 宮崎           |      | 宮崎                                 | 延岡、都城、日南                     |
| 鹿児島 | 鹿児島         |      | 鹿児島                               | 薩摩川内、霧島、鹿屋、奄美           |
| 沖縄   | （地域版無し） | ○    | 那覇（沖縄タイムスと記事を相互融通） | 那覇（沖縄タイムスと記事を相互融通） |

## テレビ・ラジオ欄
- 英字略称表記は黒地に白抜きで表記される。
- 朝刊中面のKBCラジオとRKBラジオの周波数案内では、福岡本局よりも北九州局の方が先に書かれている。これは、全国紙（朝日・毎日・読売）の西部本社が北九州（読売は2004年に福岡に移転）にあるためで、かつ北九州が九州で最初に政令指定都市になった事情もある。
- また、東京版と、それを現地印刷する北海道、名古屋の各版は「ラジオ」のコーナーカット下にまとめて載せているラジオ各局の周波数は、大阪版と同じく各放送局ごとの局名カットと一緒に収録されている。
- 九州に於いては、未だ局配列がアナログ時代を引きずっている。これは、デジタル放送におけるリモコンキーIDがKBC（1）、並びにクロスネットのテレビ宮崎（3）[注 4]以外の九州・山口地区のANN系列局が全部「5」であるため、山口・大分両県では地域で最後になるという事情があることによる。現状では、九州朝日放送、山口朝日放送、大分朝日放送、長崎文化放送、熊本朝日放送および鹿児島放送の、ANN系列局を、民放では最優先して配置している。なお佐賀県は現状も純粋な県域局がFNSのサガテレビのみであるため、それを最初に記載した後、佐賀県の大多数でも視聴できる福岡県のテレビ局を次に配置している（ただしサガテレビと同じFNSのテレビ西日本は第2テレビ・ラジオ面=中頁への収録となっている）。
- 2011年7月24日付から地上デジタル放送の完全移行に伴い、番組欄のカット表記も大幅に変更された。NHK総合・EテレとBSデジタルのカットは東京本社・名古屋本社および北海道支社で使用している物に準拠した形にリニューアルされた（ただし白黒で掲載）。なお、地上波民放テレビは白抜きの略称表記に放送局名、地上デジタルのリモコンキーIDに問い合わせ電話番号が記載される形で掲載されていたが、2014年6月1日付から地上波民放もNHKと同じカット表記を使うようになった。
- 長崎県の五島列島や鹿児島県の奄美諸島地域では朝刊の配達が夕方か翌朝になることが多いが、他紙に掲載されているような「明日のテレビ欄」のコーナーは紙面スペースの都合で設けられていない。

朝刊最終面各地区共通の掲載
- NHKテレビ（フルサイズ）
- NHK Eテレ（フルサイズ）
- NHK BS（これ以下はハーフ、ないしは極小サイズ）
- NHK BSP4K
- BSデジタル：BS日テレ、BS朝日、BS-TBS、BSテレ東、BSフジ、WOWOWプライム、BS11イレブン、BS12トゥエルビ
- CSデジタル：テレ朝チャンネル1、同２、時代劇専門チャンネル

朝刊中面各地区共通の掲載
- ラジオ：NHK 第1、NHK 第2、NHK FM、ラジオNIKKEI、
- BSデジタル：WOWOWライブ、同シネマ、BS10、BS10スターチャンネル、J SPORTS1、同2、同3、同4、WOWOWプラス、BS日本映画専門、ディズニー・チャンネル、BS松竹東急、BSよしもと、NHK BS8K、放送大学テレビ（231、232）、放送大学ラジオ

夕刊最終面各地区共通の掲載（2024年9月時点）
- NHKテレビ、Eテレ（フルサイズ）
- NHK BS、NHK BSP4K、WOWOWプライム（以下はハーフ、ないしは極小サイズ）

夕刊中面各地区共通の掲載（同）
- BSデジタル：BS日テレ、BS朝日、BS-TBS、BSテレ東、BSフジ、WOWOWライブ、同シネマ、スター・チャンネル、BS11イレブン、BS12トゥエルビ
- CSデジタル：テレ朝チャンネル1、同2、スカイA、CNNj、BBCニュース、J SPORTS1、MTV、ミュージック・エア
- ラジオ：掲載無し

※下表の夕刊の収録局はそれぞれ発行終了当時のもの（大分・佐賀=2010年3月、福岡県の筑豊・筑後・京築および山口県西部=2012年3月、福岡都市圏、北九州都市圏、下関市周辺=2024年9月）である。
| 県       | 版建て                 | 朝刊最終面                                                                   | 朝刊最終面                                                                                 | 朝刊中面 | 朝刊中面                                                                                                 | 夕刊                                                                  | 夕刊                                                                  |
| 県       | 版建て                 | 地上波                                                                       | 地上波                                                                                     | 地上波 | ラジオ                                                                                                   | 夕刊                                                                  | 夕刊                                                                  |
| 県       | 版建て                 | フルサイズ                                                                   | ハーフサイズ以下                                                                           | ハーフサイズ以下 | ハーフサイズ以下                                                                                         | フルサイズ                                                            | ハーフサイズ以下                                                      |
| -------- | ---------------------- | ---------------------------------------------------------------------------- | ------------------------------------------------------------------------------------------ | --- | --- | --------------------------------------------------------------------- | --------------------------------------------------------------------- |
| 福岡県   | 北九州版 京築版 筑豊版 | - KBC 九州朝日 - RKB 毎日 - TNC テレビ西日本 - FBS 福岡 - テレQ              |                                                                                            | - YAB 山口朝日（フル） - KRY 山口（フル） - OAB 大分朝日 - TOS テレビ大分 - OBS 大分                                               | - KBC 九州朝日 - RKB 毎日 - KRY 山口 - OBS 大分 - CROSS-FM - FM福岡 - FM山口 - Love FM                   | - KBC 九州朝日 - RKB RKB毎日 - TNC テレビ西日本 - FBS 福岡 - TVQ 九州 |                                                                       |
| 福岡県   | 福岡版 筑後版          | - KBC 九州朝日 - RKB 毎日 - TNC テレビ西日本 - FBS 福岡 - テレQ              | - KAB 熊本朝日（フル） - RKK 熊本（フル） - TKU テレビ熊本 - KKT くまもと県民 - サガテレビ | - KBC 九州朝日 - RKB 毎日 - NBC 佐賀 - RKK 熊本 - FM福岡 - CROSS-FM - FM長崎 - FM佐賀 - Love FM                                    | | - KBC 九州朝日 - RKB RKB毎日 - TNC テレビ西日本 - FBS 福岡 - TVQ 九州 |                                                                       |
| 佐賀県   | 佐賀県                 | - サガテレビ - KBC 九州朝日 - RKB 毎日 - FBS 福岡 - TVQ 九州                 |                                                                                            | - TNC テレビ西日本（フル） - KAB 熊本朝日 - RKK 熊本 - NCC 長崎文化 - NBC 長崎 - KTN テレビ長崎 - NIB 長崎国際                     | - NBC 佐賀 - KBC 九州朝日 - RKB 毎日 - RKK 熊本 - FM佐賀 - CROSS-FM - FM福岡 - FM長崎 - LOVE FM          | - サガテレビ - KBC 九州朝日 - RKB RKB毎日 - FBS 福岡 - TVQ 九州       | - TNC テレビ西日本 - KAB 熊本朝日                                     |
| 大分県   | 北部版                 | - OAB 大分朝日 - OBS 大分 - TOS テレビ大分                                   | - KBC 九州朝日 - RKB 毎日 - TNC テレビ西日本 - FBS 福岡                                    | - TVQ 九州（フル） - EAT 愛媛朝日 - RNB 南海 - EBC テレビ愛媛 - ITV あい                                                           | - OBS 大分 - KBC 九州朝日 - RKB 毎日 - RNB 南海 - FM大分 - FM福岡 - FM愛媛                               | - OAB 大分朝日 - OBS 大分 - TOS テレビ大分                            | - KBC 九州朝日 - RKB RKB毎日 - TNC テレビ西日本 - FBS 福岡 - TVQ 九州 |
| 大分県   | 豊後版                 | - OAB 大分朝日 - OBS 大分 - TOS テレビ大分                                   | - KBC 九州朝日 - RKB 毎日 - TNC テレビ西日本 - FBS 福岡                                    | - TVQ 九州（フル） - EAT 愛媛朝日 - RNB 南海 - EBC テレビ愛媛 - ITV あい                                                           | - OBS 大分 - KBC 九州朝日 - RKB 毎日 - RNB 南海 - FM大分 - FM福岡 - FM愛媛                               | （発行自体無し）                                                      | （発行自体無し）                                                      |
| 長崎県   | 長崎県                 | - NCC 長崎文化 - NBC 長崎 - KTN テレビ長崎 - NIB 長崎国際 - テレＱ           |                                                                                            | - KAB 熊本朝日 - RKK 熊本 - TKU テレビ熊本 - KKT くまもと県民 - KBC 九州朝日 - RKB 毎日 - TNC テレビ西日本 - FBS 福岡 - サガテレビ | - NBC 長崎 - RKK 熊本 - KBC 九州朝日 - RKB 毎日 - FM長崎 - FM佐賀 - CROSS-FM - FM福岡 - FM熊本 - LOVE FM | （発行自体無し）                                                      | （発行自体無し）                                                      |
| 熊本県   | 熊本県                 | - KAB 熊本朝日 - RKK 熊本 - TKU テレビ熊本 - KKT くまもと県民 - KBC 九州朝日 |                                                                                            | - RKB 毎日 - TNC テレビ西日本 - FBS 福岡 - テレＱ - NCC 長崎文化 - NBC 長崎 - KTN テレビ長崎 - NIB 長崎国際                        | - RKK 熊本 - KBC 九州朝日 - RKB 毎日 - NBC 長崎 - FM熊本 - FM福岡 - FM長崎                               | （発行自体無し）                                                      | （発行自体無し）                                                      |
| 宮崎県   | 宮崎県                 | - MRT 宮崎 - UMK テレビ宮崎 - KKB 鹿児島 - KYT 鹿児島読売 - KTS 鹿児島テレビ |                                                                                            | - KAB 熊本朝日（フル） - RKK 熊本（フル） - TKU テレビ熊本（フル） - KKT くまもと県民（フル） - MBC 南日本（フル）                 | - MRT 宮崎 - MBC 南日本 - JOY FM - ミューFM                                                              | （発行自体無し）                                                      | （発行自体無し）                                                      |
| 鹿児島県 | 鹿児島県               | - KKB 鹿児島 - MBC 南日本 - KTS 鹿児島テレビ - KYT 鹿児島読売 - KAB 熊本朝日 |                                                                                            | - RKK 熊本（フル） - TKU テレビ熊本（フル） - KKT くまもと県民（フル） - MRT 宮崎 - UMK テレビ宮崎                                 | - MBC 南日本 - RKK 熊本 - MRT 宮崎 - ミューFM - FM熊本                                                   | （発行自体無し）                                                      | （発行自体無し）                                                      |
| 山口県   | 下関版                 | - YAB 山口朝日 - KRY 山口 - TYS テレビ山口                                   | - TNC テレビ西日本 (フル) - テレQ (フル)                                                   | - KBC 九州朝日 (フル) - RKB 毎日 (フル) - FBS 福岡 (フル)                                                                          | - KRY 山口 - KBC 九州朝日 - RKB 毎日 - RNB 南海 - FM山口 - FM福岡                                        | - YAB 山口朝日 - KRY 山口 - TYS テレビ山口 - TNC テレビ西日本         | - KBC 九州朝日 - RKB RKB毎日 - FBS 福岡 - TVQ 九州                    |
| 山口県   | 山口版                 | - YAB 山口朝日 - KRY 山口 - TYS テレビ山口                                   | - TNC テレビ西日本 (フル) - テレQ (フル)                                                   | - KBC 九州朝日 (フル) - RKB 毎日 (フル) - FBS 福岡 (フル)                                                                          | - KRY 山口 - KBC 九州朝日 - RKB 毎日 - RNB 南海 - FM山口 - CROSS FM - FM福岡 - FM愛媛 - LoveFM           | （発行自体無し）                                                      | （発行自体無し）                                                      |
| 山口県   | 山口東版               | - YAB 山口朝日 - KRY 山口 - TYS テレビ山口                                   | - HOME 広島ホーム - RCC 中国 - HTV 広島 - TSS テレビ新広島 - テレＱ                        | - KBC 九州朝日（フル） - TNC テレビ西日本（フル） - RKB 毎日 - FBS 福岡                                                            | - KRY 山口 - RCC 中国 - KBC 九州朝日 - RKB 毎日 - FM山口 - 広島FM - FM山陰 - FM愛媛 - LoveFM             | （発行自体無し）                                                      | （発行自体無し）                                                      |

### 週間番組表(beテレビ)
福岡・筑後版
- ハーフサイズ - NHK総合、NHK Eテレ、KBC 九州朝日、RKB毎日、TNC テレビ西日本、FBS 福岡、テレQ、NHK BS
- クォーターサイズ - NHK BSP4K、WOWOWプライム、BS日テレ、BS朝日、BS-TBS、BSテレ東、BSフジ
- 極小サイズ - BS11 イレブン、BS12 トゥエルビ